# Kribi Ier
Kribi Ier est l'une deux communes de la communauté urbaine de Kribi, département de l'Océan dans la région du Sud au Cameroun. Elle a pour chef-lieu le quartier de Massaka.

## Géographie
La commune s'étend au sud de Kribi 2e, de la rive gauche de la rivière Kienké aux rivages maritimes du golfe de Guinée, elle est limitrophe de la commune du Campo au sud.
|                 | Kribi 2e  |           |
| Golfe du Biafra | Kribi Ier | Lokoundjé |
|                 | Campo     |           |

## Histoire
La commune et l'arrondissement de Kribi Ier sont créés en avril 2007 par démembrement des communes rurale et urbaine de Kribi.

## Population
Les ethnies autochtones de Kribi sont les batanga et les mabi.

## Administration
Outre la mairie de Kribi Ier, la commune compte quatre centres d'état-civil secondaires, Ebome, Eboundja, Grand-Batanga I et Lobé.
| Période | Période | Identité                    | Étiquette | Qualité |
| ------- | ------- | --------------------------- | --------- | ------- |
| 2007    | 2013    | Hervé Martin Benae Bell     | RDPC      |         |
| 2013    | 2020    | Yves Martial Madiba Malaha  | RDPC      |         |
| 2020    |         | Augustine Ndoni Keller Diyo | RDPC      |         |

## Chefferies traditionnelles

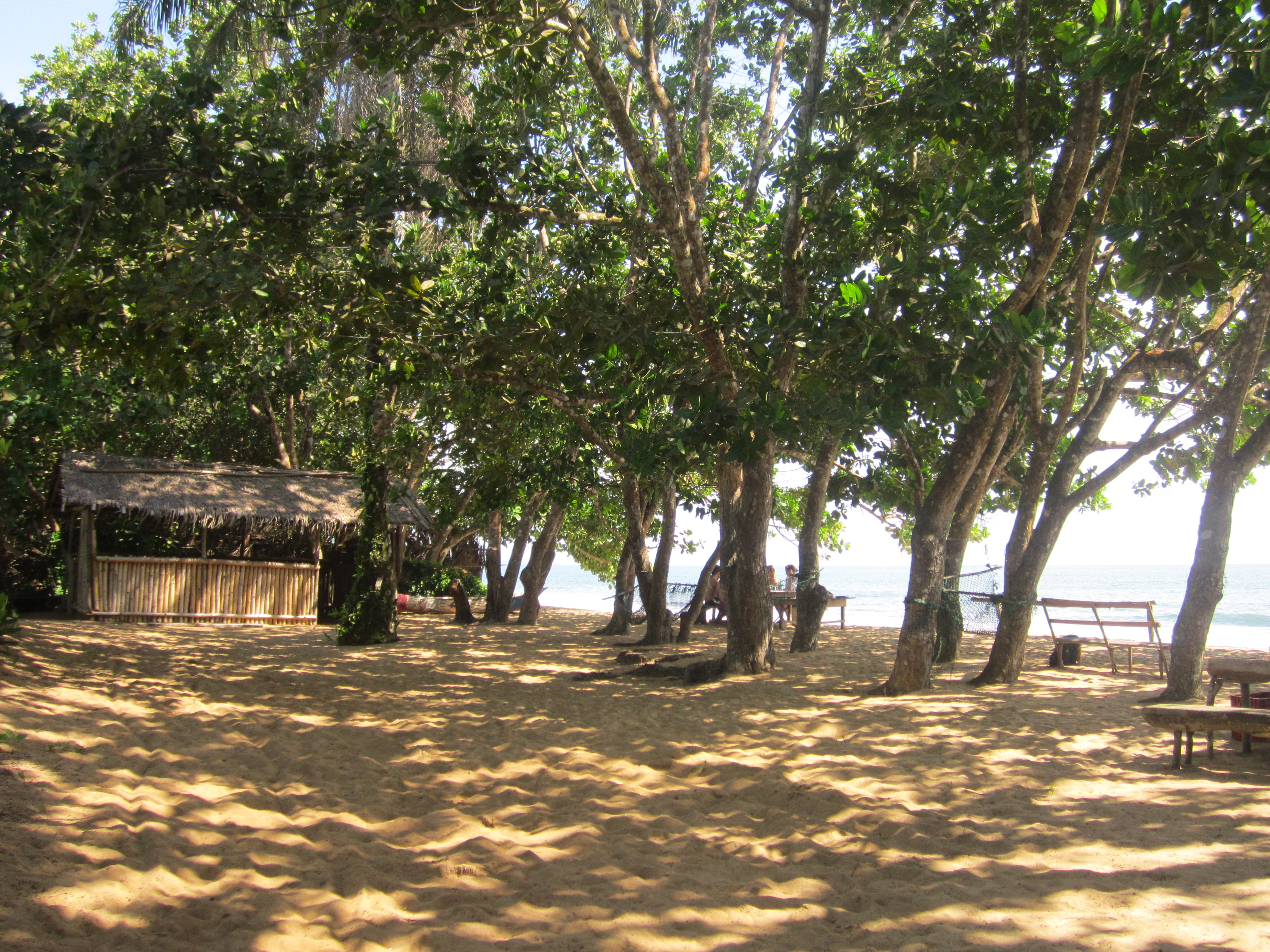
Plage de Grand Batanga

L'arrondissement de Kribi Ier compte trois chefferies traditionnelles de 2e degré :
- 825 : Groupement Batanga Lohove
- 826 : Groupement Batanga Sud
- 827 : Groupement Mabi Sud

## Quartiers et villages
Le ressort territorial de l'arrondissement identique à celui de la commune s'étend sur les villages et quartiers suivants: Bwambé, Lolabe, Lende-Dibe, Eboundja 1, Eboundja II, Bongahele, Louma (Grand Batanga I), Lobé, Bwambe, Mbeka'a, Ebome, Lendi Aviation, Bongandoue, Talla, Mboamanga, Massaka, Ngoye administrative, Mpangou, New-Town 1, Petit-Paris, Mokolo, Zaïre.
Les villages côtiers de la commune sont du nord embouchure de la Lobé au sud limite de la commune de Campo : Loobé, Grand-Batanga I (ou Luma), Grand-Batanga II (ou Bongahele), Éboundja II (ou Éboundja-Mabi), Éboundja I (ou Éboundja-Bapuuku), Nléndé-Dibè, Port autonome de Kribi, Lolaabé.

## Éducation

### Enseignement secondaire
L'enseignement secondaire public est assuré par trois établissements :
- le lycée de Grand-Batanga,
- le lycée de Kribi Urbain,
- le lycée technique d'Akom II.

## Économie

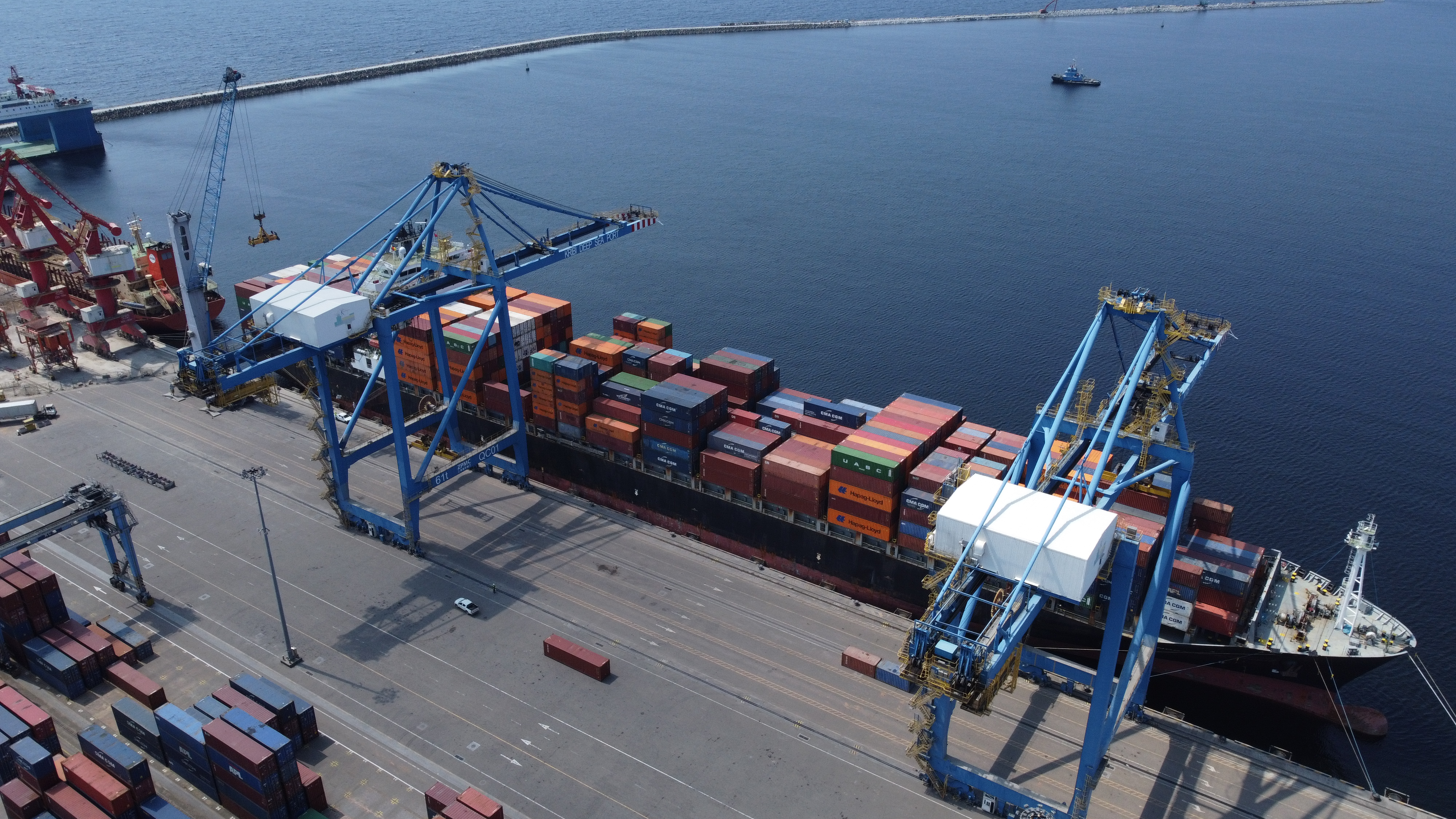
Quai du port autonome de Kribi

Le Port autonome de Kribi (PAK), ou port en eau profonde de Kribi se trouve au sud du territoire communal.

## Transports
La commune est desservie par la route provinciale P8, axe Kribi-Campo et la route nationale 17, axe Kribi-Ebolowa.